# 宽鳞薹草
宽鳞薹草（学名：Carex latisquamea）是莎草科薹草属的植物。分布于俄罗斯远东地区、日本、朝鲜以及中国大陆的吉林、黑龙江、辽宁等地，生长于海拔500米的地区，多生长在疏林下湿草地和草甸地带，目前尚未由人工引种栽培。